# Манаиа
Манаиа — существо из мифологии маори, часто встречающийся мотив в искусстве, в частности, в резьбе по дереву и ювелирных изделиях.

## Описание
Чаще всего Манаиа описывается как существо с головой птицы и телом человека, хотя встречаются также мифы, где Манаиа представлена в виде птицы, змеи, морского конька или ящерицы. Слово манаиа имеет лингвистическое соотношение с самоанским понятием fa’amanaia и fakamanaia на языке ниуэ, оба слова означают украшать, декорировать.
Манаиа традиционно считается посланником между миром людей и миром духов, символом защиты от зла. В этой функции символическим обозначением Манаии является восьмёрка, верхняя часть которой заканчивается птичьим клювом; этот символ можно встретить в архитектуре маори, на дверях и окнах домов, а также на оружии.
Символы, подобные Манаиа, встречаются в других ветвях мифологии Полинезии, например, в мифологии Гавайских островов и острова Пасхи
Фигура Манаии часто используется в резьбе по дереву и ювелирных изделиях, встречается в виде подвески из кости или нефрита.